# Digras
Digras är en ort i Indien.   Den ligger i distriktet Yavatmal och delstaten Maharashtra, i den centrala delen av landet, 900 km söder om huvudstaden New Delhi. Digras ligger 341 meter över havet och antalet invånare är 41 554.
Terrängen runt Digras är platt. Runt Digras är det tätbefolkat, med 297 invånare per kvadratkilometer. Det finns inga andra samhällen i närheten. Trakten runt Digras består till största delen av jordbruksmark.